# Hybodontidae
Hybodontidae é uma família extinta de tubarões que apareceu pela primeira vez no subperíodo Mississipiano do Carbonífero e desapareceu no final do Cretáceo Superior. Sua principal espécie representando a família é o Hybodus reticulatus.